# Episodi di Casualty (ventinovesima stagione)
La ventinovesima stagione della serie televisiva Casualty è stata trasmessa in anteprima nel Regno Unito da BBC One tra il 30 agosto 2014 e il 23 agosto 2015.
| nº | Titolo originale                   | Titolo italiano | Prima TV UK       | Prima TV Italia |
| -- | ---------------------------------- | --------------- | ----------------- | --------------- |
| 1  | Learning to Fly                    |                 | 30 agosto 2014    |                 |
| 2  | Fallen Stars                       |                 | 6 settembre 2014  |                 |
| 3  | Home                               |                 | 20 settembre 2014 |                 |
| 4  | Go Out and Get Busy                |                 | 27 settembre 2014 |                 |
| 5  | Born Lucky                         |                 | 4 ottobre 2014    |                 |
| 6  | The Last Call                      |                 | 11 ottobre 2014   |                 |
| 7  | The Index Case                     |                 | 18 ottobre 2014   |                 |
| 8  | Return to Sender                   |                 | 25 ottobre 2014   |                 |
| 9  | Entrenched                         |                 | 1º novembre 2014  |                 |
| 10 | Deadfall                           |                 | 15 novembre 2014  |                 |
| 11 | Asylum                             |                 | 22 novembre 2014  |                 |
| 12 | Losing Grip                        |                 | 29 novembre 2014  |                 |
| 13 | Feeling Good                       |                 | 6 dicembre 2014   |                 |
| 14 | Solomon's Song                     |                 | 13 dicembre 2014  |                 |
| 15 | Next Year's Words                  |                 | 3 gennaio 2015    |                 |
| 16 | Clinging On                        |                 | 10 gennaio 2015   |                 |
| 17 | Muddling Through                   |                 | 17 gennaio 2015   |                 |
| 18 | The Last Goodbye                   |                 | 24 gennaio 2015   |                 |
| 19 | What a Difference a Day Makes      |                 | 31 gennaio 2015   |                 |
| 20 | Front Line                         |                 | 7 febbraio 2015   |                 |
| 21 | Sweetie                            |                 | 14 febbraio 2015  |                 |
| 22 | Sweet Little Lies                  |                 | 21 febbraio 2015  |                 |
| 23 | Something to Live For              |                 | 28 febbraio 2015  |                 |
| 24 | Excess Baggage                     |                 | 7 marzo 2015      |                 |
| 25 | Toxic Relationships                |                 | 14 marzo 2015     |                 |
| 26 | The Road Not Taken                 |                 | 28 marzo 2015     |                 |
| 27 | Something Borrowed, Something Blue |                 | 4 aprile 2015     |                 |
| 28 | Under Pressure                     |                 | 11 aprile 2015    |                 |
| 29 | The King's Crossing                |                 | 18 aprile 2015    |                 |
| 30 | The Rita Supremacy                 |                 | 25 aprile 2015    |                 |
| 31 | The Department of Secrets          |                 | 2 maggio 2015     |                 |
| 32 | Exile                              |                 | 16 maggio 2015    |                 |
| 33 | Against the Odds                   |                 | 30 maggio 2015    |                 |
| 34 | Fix You                            |                 | 6 giugno 2015     |                 |
| 35 | The Way Home                       |                 | 13 giugno 2015    |                 |
| 36 | The Golden Hours                   |                 | 20 giugno 2015    |                 |
| 37 | A Moment of Clarity                |                 | 27 giugno 2015    |                 |
| 38 | Heart Over Head                    |                 | 4 luglio 2015     |                 |
| 39 | Holby Sin City                     |                 | 11 luglio 2015    |                 |
| 40 | If You Could Bottle It             |                 | 18 luglio 2015    |                 |
| 41 | The Next Step                      |                 | 25 luglio 2015    |                 |
| 42 | Dark Horses                        |                 | 1º agosto 2015    |                 |
| 43 | The Long Haul                      |                 | 8 agosto 2015     |                 |
| 44 | Knock Knock Who's There?           |                 | 15 agosto 2015    |                 |
| 45 | Forsaking All Others (Part 1)      |                 | 22 agosto 2015    |                 |
| 46 | Forsaking All Others (Part 2)      |                 | 23 agosto 2015    |                 |